# Ostafrikasaurus
Ostafrikasaurus – mięsożerny dinozaur z późnego okresu jurajskiego. Obecnie jest znany tylko z jednego zęba znalezionego przez Erica Buffetauta w roku 2012. Jeśli Ostafrikasaurus był z rodziny spinozaurów byłoby jedynym znanym spinozaurem żyjącym w jurze. Wielkość Ostafrikasaurus'a nie jest znana, lecz ząb ma długość 49 mm.